# Elias James Corey
Elias James Corey (Methuen, Massachusetts; 12 de julio de 1928) es un químico orgánico estadounidense galardonado con el Premio Nobel de Química en 1990 «por sus adelantos en teoría y metodología de síntesis orgánica».

## Biografía
Nació en la ciudad de Methuen, población situada en el estado norteamericano de Massachusetts. Estudió química en el Instituto Tecnológico de Massachusetts, donde se graduó en 1948 y doctoró en 1951. Entre 1951 y 1959 fue profesor en la Universidad de Illinois, y a partir de 1959 es catedrático en la Universidad de Harvard.
Fue galardonado en 2004 con la medalla Priestley, concedida por la American Chemical Society.

## Investigaciones científicas
Interesado en química orgánica, Corey ha desarrollado interesantes investigaciones acerca de las reacciones químicas para entender su comportamiento. Así mismo a él se le debe la creación de la prostaglandina, sesquiterpeno, triciclohexaprenol y el ácido giberélico entre otros.
Así mismo realizó investigaciones en la química teórica, desarrollando una Teoría General de Síntesis, bautizada como retrosíntesis. Esta consiste en someter una molécula orgánica que se desea sintetizar a una serie de disecciones por etapas y de acuerdo con un conjunto de reglas simples, teniendo en cuenta el carácter y el contexto estructural de los enlaces que se rompen. Fue el primero en ver la utilidad de los ordenadores, aplicándolos en el proceso de retronsíntesis.
En 1989 ganó el Premio Japón y en 1990 ganó el Premio Nobel de Química «por sus adelantos en teoría y metodología de síntesis orgánica», específicamente análisis retrosintético.

## Publicaciones
EJ Corey tiene más de 1100 publicaciones. En 2002, la American Chemical Society (ACS) lo reconoció como el "Autor más citado en química". En 2007, recibió el primer "Premio al colaborador de alto impacto del ciclo de excelencia" de la División de Publicaciones de la ACS y fue clasificado como el químico número uno en términos de impacto de investigación por el índice Hirsch (índice h ).En diciembre de 2011, su índice h era de 140, lo que indica que es autor de más de 88 artículos con más de 140 citas cada uno.
Sus libros incluyen:
- Corey, EJ (2010). Síntesis química enantioselectiva: métodos, lógica y práctica. Dallas, Texas: Publicación directa de libros. ISBN 978-0-615-39515-9. OCLC  868975499.
- Corey, EJ (1995). La lógica de la síntesis química. Nueva York: John Wiley. ISBN 0-471-11594-0. OCLC  45734016.
- Corey, EJ (2007). Moléculas y medicina. Hoboken, Nueva Jersey: John Wiley & Sons. ISBN 978-0-470-26096-8. OCLC  156819246.
- Li, Jie (2011). Reacciones de nombre en química heterocíclica II. Hoboken, Nueva Jersey: Wiley. ISBN 978-0-470-08508-0. OCLC  761319808.
- Li, Jie (2007). Nombrar reacciones para transformaciones de grupos funcionales. Hoboken, Nueva Jersey: Wiley-Interscience. ISBN 978-0-471-74868-7. OCLC  85851580.